# Збірна Каталонії з хокею із шайбою
Збірна Каталонії з хокею із шайбою  — офіційна хокейна збірна автономного співтовариства Каталонія у складі Іспанії. Управляється і контролюється місцевою федерацією зимових видів спорту Каталонії.

## Історія
Збірна Каталонії провела свій перший матч 19 квітня 2003 року, це був товариський матч проти збірної Бельгії у місті Пучсарда, (Іспанія). Каталонці виграли гру з рахунком 2:0. Після п'ятирічної перерви каталонці провели товариський матч із збірною Країни Басків, матч відбувся у місті Віторія-Гастейс та завершився перемогою каталонців 5:3. Наступного року відбувся матч у Країні Басків, каталонці програли матч 1:9.

## Статистика зустрічей
Станом на 26 грудня 2009 року.
| Збірна        | І | В | Н | П | Ш      |
| ------------- | - | - | - | - | ------ |
| Бельгія       | 1 | 1 | 0 | 0 | 2 : 0  |
| Країна Басків | 2 | 1 | 0 | 1 | 6 : 12 |